# Acide muramique
L'acide muramique est un ose acide aminé.
Il est présent sous forme d'acide N-acétyl-muramique (NAM) dans la paroi des bactéries (dans celles-ci, il est associé à du N-acétyl-glucosamine ainsi qu'à des acides aminés pour former le peptidoglycane). L'acide muramique N-acétylé dérive d'ailleurs lui-même de la N-acétyl-glucosamine auquel on a ajouté sur le troisième carbone un résidu HOOC-CH(CH₃)-OH (structure du lactate). La biosynthèse se fait également à partir du phosphoénolpyruvate.
Sa présence dans la paroi bactérienne des procaryotes permet de différencier les eubactéries des archées.